# Andre Kramer
Andre Christian Kramer (* 24. November 1979 in Meschede, Hochsauerlandkreis) ist ein deutscher Comedian, Autor und Kabarettist. Er lebt in Hamburg-Sankt Pauli.

## Leben
Andre Kramer wurde im sauerländischen Meschede geboren. Nach dem Zivildienst holte er auf dem zweiten Bildungsweg sein Abitur am Overberg-Kolleg in Münster nach und studierte anschließend Jura. Nach drei Semestern wechselte er zu Politikwissenschaft, Kommunikationswissenschaft und Soziologie an der Westfälischen Wilhelms-Universität Münster und absolvierte als Magister.

## Werdegang
Vor seiner Zeit als Comedian gewann er als Sänger mit seiner damaligen Band den VIVA Battle of the Bands 2003, moderiert von Sarah Kuttner und Klaas Heufer-Umlauf. Anschließend unterzeichnete die Band einen Vertrag bei SAD Records und ging als Support der H-Blockx für 35 Shows auf Europa-Tour.
Im Jahr 2005 war er Kandidat bei der internationalen Produktion von MTV The Trips und gewann mit seiner Team-Partnerin aus Spanien die erste Staffel dieser Sendung, die nicht nur in Deutschland, sondern ganz Europa ausgestrahlt wurde. Beim NDR Comedy Contest belegte er 2015 den zweiten Platz.
Einer größeren Öffentlichkeit wurde Kramer bei den Ausschreitungen rund um den G20-Gipfel 2017 in Hamburg bekannt. Zwischen dem schwarzen Block und den Hundertschaften der Polizei stand Kramer mit einem Schild mit der Aufschrift: „Ich bin Anwohner und gehe nur kurz zu Edeka. Danke.“
Das Bild wurde zu einem viralen Hit im Internet. Nachdem Edeka reagierte und Kramer anbot zuhause zu bleiben und ihm die Einkäufe zu bringen, sagte dieser, Edeka solle diese Lebensmittel lieber den Obdachlosen an der Reeperbahn spenden. Nahezu alle Medien, online wie offline, berichteten darüber und die Spendenübergabe wurde vom ZDF und RTL Exklusiv begleitet. Das Bild wurde mit Platz 11 der 100 Bilder des Jahres bei Galileo Big Pictures auf Pro7 2017 und Platz 3 der größten Aufreger Deutschlands 2019, ebenfalls bei Galileo Big Pictures ausgezeichnet. Den 8. Platz belegte das Bild in der RTL2-Produktion BigFifty – 50 Schnappschüsse, die um die Welt gingen.

## Werk
Mit seinem ersten Comedy Soloprogramm „Zuckerbrot ist alle!“ ist Kramer seit 2018 bundesweit auf Tour. Es befasst sich humoristisch mit der Thematik des BDSM. Es folgten TV-Auftritte bei NightWash und StandUp3000 auf Comedy Central. Darüber hinaus tritt er auf u. a. bei den Mix Shows von NightWash und im Quatsch Comedy Club auf. Zwischenzeitlich arbeitete Kramer als Autor für die Satiresendung Extra3 in der ARD.
Von 2016 bis 2019 veranstaltete er in der Bullerei, dem Hamburger Restaurant von Tim Mälzer, eigene Comedy Shows, in denen er u. a. Chris Tall, Atze Schröder, Faisal Kawusi, Torsten Sträter und Carolin Kebekus als Gäste begrüßte.
Von März 2021 bis Juni 2022 war Kramer Gastgeber des Podcast heiß & FETISCH.

## Auszeichnungen
- Gewinner VIVA Battle of the Bands 2003
- Gewinner MTV The Trips 2005
- 2. Platz NDR Comedy Contest 2015
- 11. Platz der 100 Bilder des Jahres 2017 bei Galileo Big Pictures, Pro7
- 3. Platz bei Deutschland – Die 50 besten Bilder, Galileo Big Pictures, Pro7
- 8. Platz bei Big Fifty, 50 Fotos die um die Welt gingen, bei RTL2